# Pierre-Luc Dubois
Pierre-Luc Dubois (né le 24 juin 1998 à Sainte-Agathe-des-Monts dans la province de Québec au Canada) est un joueur professionnel canado-américain de hockey sur glace. Il évolue au poste d'attaquant.

## Biographie
Il est repêché au troisième rang par les Blue Jackets de Columbus lors du repêchage d'entrée dans la LNH 2016.

## Jeunesse
Jeune, il vit dans plusieurs villes du Québec, notamment pour suivre son père, entraîneur de différentes équipes de hockey. La carrière de Pierre-Luc Dubois débute vraiment avec sa participation au tournoi Pee-Wee de Québec en 2010 et 2011 avec l'équipe de hockey mineur de Rimouski.

## Ligue de hockey junior
Dubois est repêché dans la Ligue de hockey junior majeur du Québec (LHJMQ) par les Screaming Eagles du Cap-Breton au premier tour du repêchage 2014. Il entame par la suite une saison avec les Screaming Eagles.
Il est échangé à l'Armada de Blainville-Boisbriand le 12 décembre 2016. Il ne dispute que 47 rencontres avec l'Armada, saison et séries incluses. 

## Carrière professionnelle

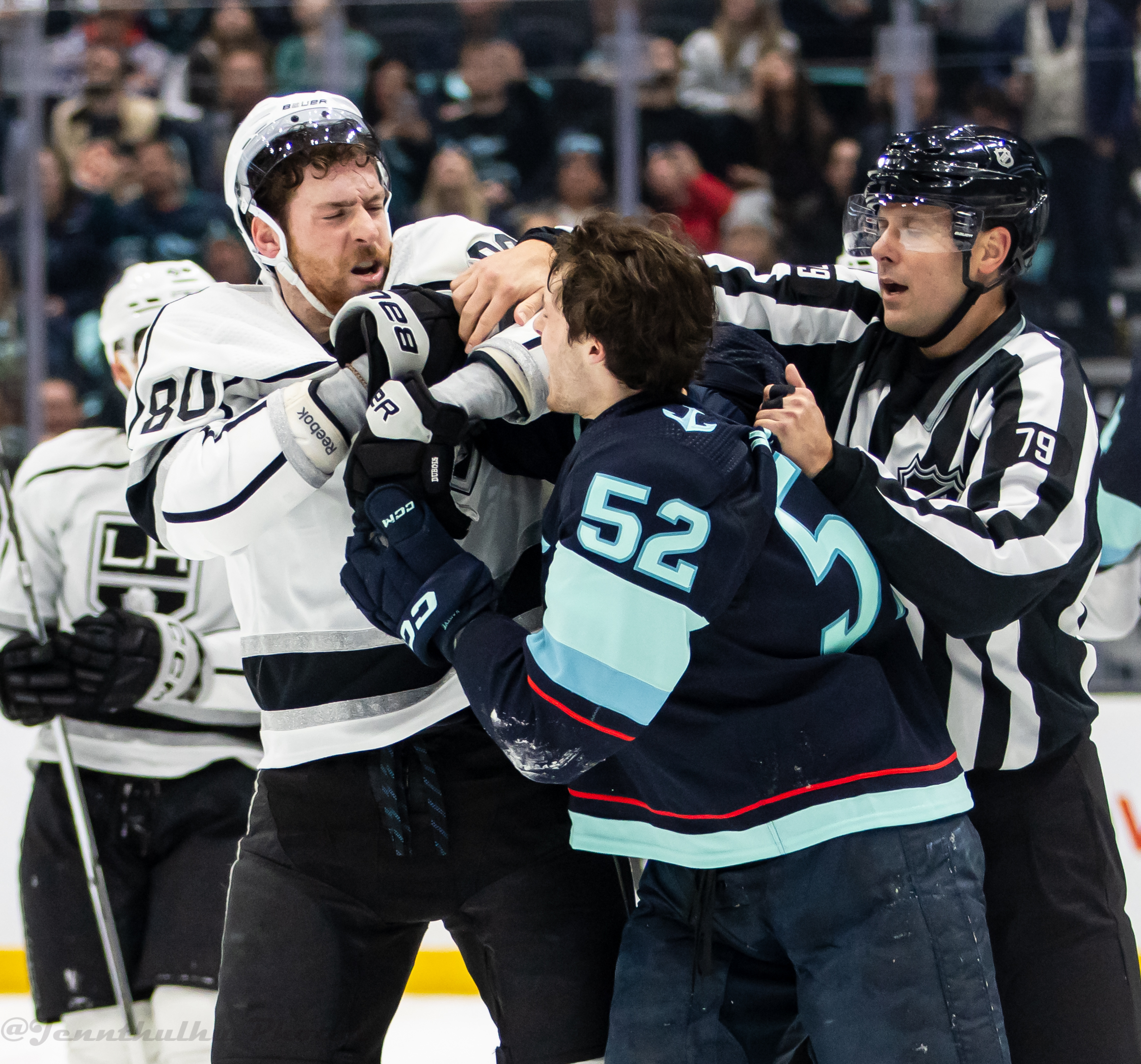
Pierre-Luc Dubois se dispute contre un joueur du Kraken de Seattle.

Le 24 juin 2016, le jour de son dix-huitième anniversaire, il est repêché au premier tour, au troisième rang par les Blue Jackets de Colombus. Le 29 juin suivant, il signe un contrat de trois ans avec le club américain.
Il commence la saison 2017-2018 de la LNH, en jouant au centre avec Artemi Panarin et Josh Anderson. Il compte son premier but en carrière le 6 octobre 2017. Son premier tour du chapeau est quant à lui compté contre les Flames le 29 mars 2018.
Le 23 janvier 2021, il est échangé aux Jets de Winnipeg avec un choix de 3e tour en 2022 en retour des attaquants Patrik Laine et Jack Roslovic.
Le 27 juin 2023, il est échangé aux Kings de Los Angeles en retour des attaquants Gabriel Vilardi, Alex Iafallo et Rasmus Kupari et d'un choix de 2e tour au repêchage d'entrée dans la LNH 2024.
Il dispute une seule saison à Los Angeles. Il est échangé par les Kings aux Capitals de Washington, le 19 juin 2024. En retour de ses services, les Kings obtiennent le gardien de but Darcy Kuemper.  

## Vie personnelle
Pierre-Luc Dubois a la double citoyenneté américaine et canadienne car sa mère vient d'Atlanta en Géorgie. Son père, Éric Dubois, est entraîneur professionnel et ancien joueur professionnel ayant joué pour les Nordiques, dans la ligue européenne et américaine, où il rencontra justement sa mère. Il a aussi une sœur aînée qui travaille en communication. 

## Statistiques

### En club
| Saison     | Équipe                          | Ligue      |     | Saison régulière | Saison régulière | Saison régulière | Saison régulière | Saison régulière |    | Séries éliminatoires | Séries éliminatoires | Séries éliminatoires | Séries éliminatoires | Séries éliminatoires |
| Saison     | Équipe                          | Ligue      | PJ  | B                | A                | Pts              | Pun              | PJ               | B  | A                    | Pts                  | Pun                  |                      |                      |
| 2014-2015  | Screaming Eagles du Cap-Breton  | LHJMQ      | 54  | 10               | 35               | 45               | 58               | 7                | 2  | 3                    | 5                    | 6                    |                      |                      |
| 2015-2016  | Screaming Eagles du Cap-Breton  | LHJMQ      | 62  | 42               | 57               | 99               | 112              | 12               | 7  | 5                    | 12                   | 14                   |                      |                      |
| 2016-2017  | Screaming Eagles du Cap-Breton  | LHJMQ      | 20  | 6                | 12               | 18               | 33               | -                | -  | -                    | -                    | -                    |                      |                      |
| 2016-2017  | Armada de Blainville-Boisbriand | LHJMQ      | 28  | 15               | 22               | 37               | 45               | 19               | 9  | 13                   | 22                   | 26                   |                      |                      |
| 2017-2018  | Blue Jackets de Columbus        | LNH        | 82  | 20               | 28               | 48               | 49               | 6                | 2  | 2                    | 4                    | 6                    |                      |                      |
| 2018-2019  | Blue Jackets de Columbus        | LNH        | 82  | 27               | 34               | 61               | 64               | 10               | 2  | 3                    | 5                    | 14                   |                      |                      |
| 2019-2020  | Blue Jackets de Columbus        | LNH        | 70  | 18               | 31               | 49               | 49               | 10               | 4  | 6                    | 10                   | 4                    |                      |                      |
| 2020-2021  | Blue Jackets de Columbus        | LNH        | 5   | 1                | 0                | 1                | 2                | -                | -  | -                    | -                    | -                    |                      |                      |
| 2020-2021  | Jets de Winnipeg                | LNH        | 41  | 8                | 12               | 20               | 36               | 7                | 0  | 3                    | 3                    | 8                    |                      |                      |
| 2021-2022  | Jets de Winnipeg                | LNH        | 81  | 28               | 32               | 60               | 106              | -                | -  | -                    | -                    | -                    |                      |                      |
| 2022-2023  | Jets de Winnipeg                | LNH        | 73  | 27               | 36               | 63               | 77               | 5                | 2  | 2                    | 4                    | 8                    |                      |                      |
| 2023-2024  | Kings de Los Angeles            | NHL        | 82  | 16               | 24               | 40               | 70               | 5                | 1  | 0                    | 1                    | 20                   |                      |                      |
| Totaux LNH | Totaux LNH                      | Totaux LNH | 516 | 145              | 197              | 342              | 453              | 43               | 11 | 16                   | 27                   | 60                   |                      |                      |

### En équipe nationale
| Année | Équipe     | Compétition                  |    | PJ | B | A  | Pts | Pun                |  | Résultat |
| 2015  | Canada U18 | Championnat du monde -18 ans | 6  | 0  | 1 | 1  | 4   | Médaille de bronze |  |          |
| 2017  | Canada U20 | Championnat du monde junior  | 7  | 0  | 5 | 5  | 6   | Médaille d'argent  |  |          |
| 2018  | Canada     | Championnat du monde         | 9  | 3  | 4 | 7  | 2   | 4e place           |  |          |
| 2019  | Canada     | Championnat du monde         | 8  | 3  | 4 | 7  | 6   | Médaille d'argent  |  |          |
| 2022  | Canada     | Championnat du monde         | 10 | 7  | 6 | 13 | 12  | Médaille d'argent  |  |          |
| 2024  | Canada     | Championnat du monde         | 10 | 4  | 5 | 9  | 6   | 4e place           |  |          |